# FBU's kvalifikation til DBU's Landspokalturnering for herrer 2010-11
Fyns Boldspil-Unions kvalifikation til DBU's Landspokalturnering for herrer 2010/2011 var én af DBU's seks lokalunioners kvalifikationsturneringer, der havde til formål at finde i alt 56 hold indrangeret i Danmarksserien eller lavere pr. sæsonen 2009-10 til den landsdækkende 1. runde i DBU's Landspokalturnering for herrer 2010-11 (Ekstra Bladet Cup 2010/2011). FBU's turnering havde deltagelse af 85 hold, der spillede om otte ledige pladser i pokalturneringens 1. runde.
Turneringen blev afviklet som en cupturnering over fire omgange i foråret 2010, og de otte vindere i fjerde omgang kvalificerede sig til 1. runde af den landsdækkende pokalturnering.

## Resultater

### 1. omgang
42 hold spiller om 21 ledige pladser i anden omgang.
| Dato  | Kamp                                | Res. |
| ----- | ----------------------------------- | ---- |
| 6.4.  | Skamby BK – Brændekilde Bellinge BK | 2-1  |
| 13.4. | Brylle BK – Ringe BK                | 1-4  |
| 13.4. | Bøgebjerg IF – Ubberud IF           | 0-3  |
| 13.4. | Ebberup IF – Aunslev IF             | 6-5  |
| 13.4. | Gelsted GIF – Østre BK              | 0-4  |
| 13.4. | Gislev IF – BK Stjernen 1968        | 2-4  |
| 13.4. | FS HOGG – KR 70                     | 1-2  |
| 13.4. | FC Sydfyn – Højby S&G               | 1-2  |
| 13.4. | Lumby IF 88 – FK Utopia             | 3-6  |
| 13.4. | Oure-skolernes BK – Aarslev BK      | 1-3  |
| 13.4. | BK Posten – FC Hjallese             | 2-1  |

| Dato  | Kamp                                   | Res. |
| ----- | -------------------------------------- | ---- |
| 13.4. | DSI Odense – Birkende BK               | 5-4  |
| 13.4. | Skalbjerg BK – Tommerup BK             | 2-6  |
| 13.4. | Skårup IF – Nr. Lyndelse/Søby FC       | 4-5  |
| 13.4. | Stenstrup BK – Hårby BK                | 0-1  |
| 13.4. | Faldsled/Svanninge SG&I – B 67, Odense | 0-1  |
| 13.4. | Søndersø BK – FC Campus                | 4-3  |
| 13.4. | Thurø B 1920 – Horne fS                | 2-0  |
| 13.4. | SUB Ullerslev – Hårslev BK             | 6-5  |
| 13.4. | Bogense GIF – Holluf Pile-Tornbjerg IF | 8-1  |
| 20.4. | DBF Venner – BK Chang                  | 3-0  |

### 2. omgang
De 21 vindere fra første omgang spiller sammen med 43 hold, som indtræder i turneringen i denne omgang, om 32 pladser i tredje omgang.
| Dato | Kamp                            | Res. |
| ---- | ------------------------------- | ---- |
| 4.5. | Tarup-Paarup IF – Tåsinge fB    | 2-0  |
| 4.5. | Hårby BK – Glamsbjerg IF        | 1-0  |
| 4.5. | Søndersø BK – Egebjerg Fodbold  | 0-4  |
| 4.5. | DBF Venner – Ringe BK           | 1-4  |
| 4.5. | Skamby BK – Kerteminde BK       | 6-5  |
| 4.5. | Sanderum BK – Nyborg GIF        | 6-1  |
| 4.5. | Bolbro GIF – Faaborg BK&IF      | 4-0  |
| 4.5. | Vissenbjerg GIF – Tved BK       | 0-2  |
| 4.5. | Nørre Aaby IK – Aarslev BK      | 0-1  |
| 4.5. | Bogense GIF – Fraugde GIF       | 4-2  |
| 4.5. | Kerte GF – BK Posten            | 1-0  |
| 4.5. | Kildemosens BK – BK Marienlyst  | 3-7  |
| 4.5. | Korup IF – OKS                  | 1-3  |
| 4.5. | Nr. Lyndelse/Søby FC – Østre BK | 2-4  |
| 4.5. | Søhus Stige BK – Marstal/Rise   | 4-1  |
| 4.5. | Kauslunde IF – Aarup BK         | 0-5  |

| Dato | Kamp                             | Res. |
| ---- | -------------------------------- | ---- |
| 4.5. | Langeskov IF – Assens FC         | 2-1  |
| 4.5. | B 67, Odense – SUB Ullerslev     | 1-3  |
| 4.5. | Rudkøbing BK – Kværndrup BK      | 8-9  |
| 4.5. | Stjernen BK – Allested UIF       | 4-0  |
| 4.5. | Marslev GIF – Vindinge BK        | 2-3  |
| 4.5. | Ebberup IF – FC Odense           | 1-4  |
| 4.5. | Åsum IF – Tårup IF               | 4-3  |
| 4.5. | Odense KFUM – Thurø B 1920       | 1-0  |
| 4.5. | Brahesholm BK – Tommerup BK      | 0-6  |
| 4.5. | Ubberup IF – Fjordager IF        | 4-3  |
| 4.5. | FK Utopia – FC Broby             | 0-3  |
| 4.5. | TUSA IF – Morud IF               | HHT  |
| 4.5. | Juridisk FK – Røde Stjerne       | 1-5  |
| 4.5. | Langtved SGI – Højby S&G         | 0-3  |
| 4.5. | FC Kurant – KR 70                | 2-4  |
| 4.5. | Klinte Grindløse IF – DSI Odense | 0-4  |

### 3. omgang
| Dato | Kamp                        | Res. |
| ---- | --------------------------- | ---- |
| 1.6. | Hårby BK – Tarup-Paarup IF  | 0-5  |
| 1.6. | Egebjerg Fodbold – Ringe BK | 0-3  |
| 1.6. | Skamby BK – Sanderum BK     | 1-3  |
| 1.6. | Bolbro GIF – Tved BK        | 2-1  |
| 1.6. | Bogense GIF – Aarslev BK    | 2-5  |
| 1.6. | Kerte GF – BK Marienlyst    | 1-21 |
| 1.6. | Østre BK – OKS              | 2-1  |
| 1.6. | Søhus Stige BK – Aarup BK   | 0-2  |

| Dato | Kamp                         | Res. |
| ---- | ---------------------------- | ---- |
| 1.6. | SUB Ullerslev – Langeskov IF | 0-4  |
| 1.6. | Stjernen BK – Kværndrup BK   | 1-2  |
| 1.6. | FC Odense – Vindinge BK      | 5-3  |
| 1.6. | Åsum IF – Odense KFUM        | 2-6  |
| 1.6. | Tommerup BK – Ubberup IF     | 5-1  |
| 1.6. | FC Broby – Morud IF          | 3-1  |
| 1.6. | Røde Stjerne – Højby S&G     | 2-3  |
| 1.6. | DSI Odense – KR 70           | 7-6  |

### 4. omgang
| Dato | Kamp                        | Res. |
| ---- | --------------------------- | ---- |
| 8.6. | Bolbro GIF – Sanderum BK    | 3-1  |
| 8.6. | Aarslev BK – BK Marienlyst  | 1-2  |
| 8.6. | Østre BK – Aarup BK         | 2-1  |
| 8.6. | Kværndrup BK – Langeskov IF | 7-6  |

| Dato  | Kamp                       | Res. |
| ----- | -------------------------- | ---- |
| 8.6.  | FC Odense – Odense KFUM    | 2-3  |
| 8.6.  | FC Broby – Tommerup BK     | 4-3  |
| 8.6.  | Højby S&G – DSI Odense     | 1-2  |
| 16.6. | Ringe BK – Tarup-Paarup IF | 3-2  |